# Марка (бранд)
Вижте пояснителната страница за други значения на Марка.
Марка или бранд (на английски: brand) е термин в маркетинга, който описва компания, продукт, продуктова линия или услуга. Марката се среща под различни форми, включително име, символ, комбинация на цветове или слоган. Защитената от закона марка се нарича търговска марка.

## Значение на марката
От основно значение е процеса на позициониране на марката както и постигането на диференциация на пазара. Без марката потребителите едва ли биха направили разлика между конкурентни продукти. Производителите (или доставчиците на услуги) се конкурират основно с намаляване на цените. Брандингът им дава допълнителна възможност да се конкурират и въз основа на други характеристики на продукта, освен цената. Ако потребител възприема за себе си марката като допълнителна стойност, той би бил готов да плати за нея, вместо за нейните конкуренти. Тази разлика в цената може да достигне десетки проценти и се нарича „първокласна марка.“